# Широкий (заповідне урочище)
Широ́кий — заповідне урочище місцевого значення в Україні. Об'єкт розташований на території Мукачівського району Закарпатської області, на північ від міста Мукачево і на схід від села Лавки, урочище «Широкий». 
Площа 5 га. Статус отриманий згідно з рішенням облради від 31.05.1993 року. Перебуває у віданні ДП «Мукачівське ЛГ» (Мукачівське л-во, кв. 19, вид. 16, 18). 
Статус присвоєно для збереження унікальної плантації субтропічної культури чаю. Урочище є цінним об'єктом для наукових досліджень.